# Charizma
Charizma, de son vrai nom Charles Hicks, (6 juin 1973 à San José – 18 décembre 1993 à East Palo Alto) est un rappeur et MC américain. Actif au début des années 1990, il forme un duo avec le producteur Peanut Butter Wolf ; leur collaboration prend fin brutalement lorsque Charizma est victime d'un homicide en décembre 1993. L'une de ses chansons les plus célèbres, Devotion, figure sur la bande-son du jeu vidéo Tony Hawk's Project 8.

## Biographie
Charizma débute dans le hip-hop à l'âge de 14 ans. En 1989, alors âgé de 16 ans, il rencontre Chris Manak alias Peanut Butter Wolf, de trois ans son aîné. Ils deviennent rapidement amis et enregistrent plusieurs morceaux ensemble. 
En 1990, ils signent sur le label Hollywood Basic, affilié à Disney Music Group et sortent leur premier LP. Bien que n'ayant publié d'album, le duo réussit à se populariser. Il joue fréquemment dans la Bay Area, en Allemagne avec leurs amis Raw Fusion, et apparaissent au magazine Billboard. Ils jouent tous les deux pour Nas et The Pharcyde, mais les divergences avec les exécutifs de Hollywood Basic se poursuivent et mettent un terme à leur contrat,. Charizma et Peanut Butter Wolf continuent à jouer ensemble jusqu'à ce que Charizma ne soit tué par balle le 16 décembre 1993. Son meurtrier est appréhendé le même jour.
Peanut Butter Wolf conserve des chansons enregistrées à Hollywood Basic ; après avoir fondé son propre label, Stones Throw Records,  il publie un EP posthume intitulé M-Town et l'album Big Shots en 2003, après dix ans. Big Shots, qui rejoint le style hip-hop des années 1990, est bien accueilli par la presse spécialisée et par les fans,,,,,,,, et atteint la troisième place du classement hip-hop au magazine College Music Journal.

## Discographie
- 2003 : M-Town EP
- 2003 : Big Shots (avec Peanut Butter Wolf)
- 2004 : Big Shots Bonus EP (avec Peanut Butter Wolf)